# Temporada 1993-94 de Los Angeles Clippers
La temporada 1993-94 fue la décima de los Clippers en la NBA en su nueva localización de Los Angeles, y la decimosexta en el estado de California, tras moverse desde Búfalo (Nueva York), donde disputaron ocho temporadas con la denominación de los Buffalo Braves. La temporada regular acabó con 27 victorias y 55 derrotas, ocupando el undécimo puesto de la conferencia Oeste, no logrando clasificarse para los playoffs.

## Elecciones en elDraft
| Ronda | Puesto | Jugador       | Posición | Nacionalidad   | Universidad |
| ----- | ------ | ------------- | -------- | -------------- | ----------- |
| 1     | 13     | Terry Dehere  | Escolta  | Estados Unidos | Seton Hall  |
| 2     | 53     | Leonard White | Alero    | Estados Unidos | Southern    |

## Temporada regular
| División Pacífico        | División Pacífico | División Pacífico | División Pacífico | División Pacífico | División Pacífico | División Pacífico | División Pacífico | División Pacífico |
| Equipo                   | G                 | P                 | %                 | PD                | Casa              | Fuera             | Div               |                   |
| ------------------------ | ----------------- | ----------------- | ----------------- | ----------------- | ----------------- | ----------------- | ----------------- | ----------------- |
| y-Seattle SuperSonics    | 63                | 19                | .768              | —                 | 37–4              | 26–15             | 25–5              |                   |
| x-Phoenix Suns           | 56                | 26                | .683              | 7                 | 36–5              | 20–21             | 19–11             |                   |
| x-Golden State Warriors  | 50                | 32                | .610              | 13                | 29–12             | 21–20             | 19–11             |                   |
| x-Portland Trail Blazers | 47                | 35                | .573              | 16                | 30–11             | 17–24             | 17–13             |                   |
| Los Angeles Lakers       | 33                | 49                | .402              | 30                | 21–20             | 12–29             | 7–23              |                   |
| Sacramento Kings         | 28                | 54                | .341              | 35                | 20–21             | 8–33              | 9–21              |                   |
| Los Angeles Clippers     | 27                | 55                | .329              | 36                | 17–24             | 10–31             | 9–21              |                   |

## Estadísticas

### Temporada regular
| Rk | Jugador           | Edad | P  | PT | MP   | TC   | TCI  | %TC  | T3  | T3I | %T3  | TL  | TLI | %TL   | RO  | RD  | RT  | AS  | RB  | TAP | BP  | FP  | PTS  |
| -- | ----------------- | ---- | -- | -- | ---- | ---- | ---- | ---- | --- | --- | ---- | --- | --- | ----- | --- | --- | --- | --- | --- | --- | --- | --- | ---- |
| 1  | Ron Harper        | 30   | 75 | 75 | 38.1 | 7.6  | 17.8 | .426 | 0.9 | 3.1 | .301 | 4.0 | 5.6 | .715  | 1.7 | 4.4 | 6.1 | 4.6 | 1.9 | 0.7 | 3.2 | 2.2 | 20.1 |
| 2  | Danny Manning     | 27   | 42 | 41 | 38.0 | 9.7  | 19.7 | .493 | 0.0 | 0.3 | .143 | 4.1 | 6.1 | .674  | 2.0 | 5.1 | 7.0 | 4.2 | 1.3 | 1.4 | 3.5 | 4.0 | 23.7 |
| 3  | Dominique Wilkins | 34   | 25 | 25 | 37.9 | 10.7 | 23.7 | .453 | 1.0 | 3.9 | .247 | 6.7 | 8.0 | .835  | 2.5 | 4.5 | 7.0 | 2.2 | 1.2 | 0.3 | 2.1 | 1.6 | 29.1 |
| 4  | Mark Jackson      | 28   | 79 | 79 | 34.3 | 4.2  | 9.3  | .452 | 0.5 | 1.6 | .283 | 2.1 | 2.7 | .791  | 1.4 | 3.1 | 4.4 | 8.6 | 1.5 | 0.1 | 2.9 | 1.5 | 10.9 |
| 5  | Loy Vaught        | 25   | 75 | 56 | 28.2 | 5.0  | 9.3  | .537 | 0.0 | 0.1 | .000 | 1.7 | 2.4 | .720  | 2.9 | 5.8 | 8.7 | 1.0 | 1.0 | 0.3 | 1.3 | 2.9 | 11.7 |
| 6  | Elmore Spencer    | 24   | 76 | 63 | 25.4 | 3.8  | 7.1  | .533 | 0.0 | 0.0 | .000 | 1.3 | 2.1 | .599  | 1.3 | 4.2 | 5.5 | 1.0 | 0.4 | 1.7 | 2.2 | 2.7 | 8.9  |
| 7  | Stanley Roberts   | 23   | 14 | 14 | 25.0 | 3.1  | 7.1  | .430 | 0.0 | 0.0 |      | 1.3 | 3.1 | .409  | 1.9 | 4.7 | 6.6 | 0.8 | 0.4 | 1.8 | 1.7 | 3.9 | 7.4  |
| 8  | Bo Outlaw         | 22   | 37 | 14 | 23.5 | 2.6  | 4.5  | .587 | 0.0 | 0.1 | .000 | 1.6 | 2.8 | .592  | 2.2 | 3.5 | 5.7 | 1.0 | 1.0 | 1.0 | 0.8 | 2.5 | 6.9  |
| 9  | Mark Aguirre      | 34   | 39 | 0  | 22.0 | 4.2  | 8.9  | .468 | 0.9 | 2.4 | .398 | 1.3 | 1.8 | .694  | 0.7 | 2.3 | 3.0 | 2.7 | 0.5 | 0.2 | 1.8 | 2.5 | 10.6 |
| 10 | John Williams     | 27   | 34 | 6  | 21.3 | 2.4  | 5.5  | .431 | 0.1 | 0.6 | .250 | 0.7 | 1.1 | .667  | 1.1 | 2.6 | 3.7 | 2.9 | 0.7 | 0.3 | 1.0 | 2.5 | 5.6  |
| 11 | Gary Grant        | 28   | 78 | 8  | 19.7 | 3.2  | 7.2  | .449 | 0.2 | 0.8 | .274 | 0.8 | 1.0 | .855  | 0.5 | 1.3 | 1.8 | 3.7 | 1.5 | 0.2 | 1.7 | 1.8 | 7.5  |
| 12 | Harold Ellis      | 23   | 49 | 16 | 18.8 | 3.2  | 6.0  | .545 | 0.0 | 0.1 | .000 | 2.2 | 3.0 | .711  | 1.9 | 1.2 | 3.1 | 0.6 | 1.5 | 0.0 | 0.9 | 2.0 | 8.7  |
| 13 | Tom Tolbert       | 28   | 49 | 6  | 13.1 | 1.5  | 3.6  | .418 | 0.1 | 0.3 | .375 | 0.7 | 0.9 | .733  | 0.7 | 1.5 | 2.2 | 0.6 | 0.3 | 0.3 | 0.8 | 1.2 | 3.8  |
| 14 | Terry Dehere      | 22   | 64 | 6  | 11.9 | 2.0  | 5.3  | .377 | 0.4 | 0.9 | .404 | 1.0 | 1.3 | .753  | 0.4 | 0.7 | 1.1 | 1.2 | 0.4 | 0.0 | 1.0 | 1.1 | 5.3  |
| 15 | Bob Martin        | 24   | 53 | 1  | 10.1 | 0.8  | 1.7  | .455 | 0.0 | 0.0 |      | 0.6 | 1.0 | .608  | 0.7 | 1.5 | 2.2 | 0.3 | 0.2 | 0.6 | 0.5 | 2.0 | 2.1  |
| 16 | Randy Woods       | 23   | 40 | 0  | 8.8  | 1.2  | 3.3  | .368 | 0.7 | 2.0 | .346 | 0.5 | 0.9 | .571  | 0.3 | 0.4 | 0.7 | 1.8 | 0.6 | 0.1 | 0.9 | 1.0 | 3.6  |
| 17 | Henry James       | 28   | 12 | 0  | 6.3  | 1.3  | 3.5  | .381 | 0.3 | 1.5 | .222 | 0.4 | 0.4 | 1.000 | 0.5 | 0.7 | 1.2 | 0.1 | 0.2 | 0.0 | 0.2 | 0.8 | 3.4  |

## Galardones y récords
| Jugador           | Galardón                      |
| Dominique Wilkins | 3.er Mejor quinteto de la NBA |
| Danny Manning     | All-Star                      |